# Christina Wheeler
Christina Wheeler (ur. 15 kwietnia 1982 w Korosteniu) – australijska tenisistka, mistrzyni juniorskiego Australian Open 2000 w grze podwójnej.

## Kariera tenisowa
Pierwsze mecze w karierze rozegrała w 1998 roku w Australii, biorąc udział w niewielkich turniejach cyklu ITF. W 1999 roku zagrała w pierwszej rundzie turnieju kwalifikacyjnego do wielkoszlemowego Australian Open, ale przegrała z Nadieżdą Pietrową. W następnym roku po raz drugi wystąpiła w kwalifikacjach Australian Open, gdzie tym razem wygrała pierwsze dwie rundy, pokonując w nich Słowenkę Petrę Rampre i Białorusinkę Taccianę Puczak. W tym samym roku odniosła też sukcesy w turniejach ITF, wygrywając jeden w grze singlowej i jeden w deblowej.
W następnych latach grała wielokrotnie w turniejach głównych WTA, pokonując wiele przeciwniczek z pierwszej setki rankingu, chociażby takich jak: Tatjana Panowa, Anna Kurnikowa, Patricia Wartusch, Roberta Vinci. Największy sukces w Wielkim Szlemie odniosła w 2002 roku, dochodząc do drugiej rundy French Open.
Na swoim koncie ma wygrane trzy turnieje w grze singlowej i dziesięć w grze deblowej rangi ITF.

### Wygrane turnieje singlowe
|    | Data       | Turniej | Kat. | ($)    | Naw.   | Finalistka    | Wynik    |
| 1. | 14/05/2000 | Swansea | ITF  | 10 000 | ziemna | Dragana Zaric | 6:4, 7:6 |
| 2. | 04/11/2001 | Mackay  | ITF  | 25 000 | twarda | Cindy Watson  | 6:3, 6:2 |
| 3. | 27/04/2008 | Neapol  | ITF  | 10 000 | ziemna | Lisa Sabino   | 6:4, 7:6 |

### Finały juniorskich turniejów wielkoszlemowych

#### Gra podwójna (1–1)
| Końcowy wynik | Rok  | Turniej         | Nawierzchnia | Partnerka    | Przeciwniczki                     | Wynik finału  |
| Zwyciężczyni  | 2000 | Australian Open | Twarda       | Anikó Kapros | Lauren Barnikow Erin Burdette     | 6:3, 6:4      |
| Finalistka    | 2000 | US Open         | Twarda       | Anikó Kapros | Gisela Dulko María Emilia Salerni | 6:3, 2:6, 2:6 |